# Puente de Llinars
El puente de Llinars es un puente situado cerca de la localidad de Llinars del Vallès y que se encuentra en la línea de alta velocidad que une Madrid con Barcelona y llega a la frontera francesa. Es un puente que cruza infraestructuras existentes con un gálibo vertical muy estricto para reducir el impacto medioambiental. El diseño consta de un tablero de estructura mixta de acero-hormigón suspendido de dos tirantes de acero con directriz curva. Su construcción ha sido mediante lanzamiento del tablero, evitando los cortes de tráfico de las carreteras bajo el puente.

## Descripción
El puente tiene una longitud de 574 m con dos partes: la primera, que cruza la AP-7, formada por una estructura mixta, y la segunda, formada por un tablero de hormigón postesado de sección cajón y luces de 48 m, construido vano a vano. El ancho del puente es de 17 m.
La parte del puente mixta tiene una longitud de 307 m y un radio de 5.050 m. El tablero es una estructura continua de 5 vanos. 
El tablero mixto consiste en una serie de vigas transversales de sección I, de 1,1 m de canto separadas 3,55 m, soldadas a las vigas longitudinales y conectadas superiormente mediante pernos a una losa de hormigón armado de 35 cm de espesor.
Las vigas longitudinales presentan una sección cajón de 1,6 m de ancho y una altura variable entre 3,5 y 6 m. Estas vigas longitudinales se suspenden de tirantes.
Los tirantes que soportan el tablero tienen una sección cajón formada por chapas de acero de 1,6 m de ancho y un canto variable de valor medio 1,7 m. La directriz de los tirantes es curva por motivos estéticos y los tirantes de cada vano se unen en la coronación de los pilonos de 14,5 m de altura.

## Construcción
Las piezas metálicas se ensamblaron en el terraplén de acceso al puente formando cuatro tramos. Cada tramo se colocaba sobre ocho apoyos que deslizan sobre un sistema de apoyos de neopreno teflón, guiados mediante carriles.
Para reducir los esfuerzos longitudinales en la estructura metálica durante su construcción, el tablero se lanza junto con una nariz de lanzamiento de 30 m de longitud, cuya flecha máxima durante el empuje ha sido de 360 mm. Este movimiento ha condicionado el plano de lanzamiento del puente, para no reducir el gálibo vertical de la autopista durante la construcción.
En el caso de las pilas que están situadas fuera de la planta del puente, se construyeron unas pilas metálicas provisionales ubicadas bajo proyección en planta de la viga longitudinal (ocupando parcialmente un arcén exterior o el futuro carril de la autopista).